# Stefan Volery
Stefan Volery, né le 17 septembre 1961 à Neuchâtel, est un nageur suisse.

## Carrière
Stefan Volery participe au 100 et 200 mètres nage libre des Jeux olympiques d'été de 1980 à Moscou ; il est dans les deux courses éliminé dès le premier tour. Aux Jeux olympiques d'été de 1984 à Los Angeles, il termine 10e du 100 mètres nage libre, 25e du 200 mètres nage libre et 9e du relais 4 x 100 mètres nage libre.
Aux Championnats d'Europe de natation 1985 à Sofia, il remporte la médaille de bronze du 100 mètres nage libre. Une nouvelle médaille de bronze est obtenue sur 50 mètres nage libre aux Championnats d'Europe de natation 1987 à Strasbourg.
Aux Jeux olympiques d'été de 1988 à Séoul, il termine 5e de la finale du 50 mètres nage libre, 11e du 100 mètres nage libre, 25e du 200 mètres nage libre et 9e du relais 4 x 100 mètres nage libre. Il dispute ses derniers Jeux en 1992 à Barcelone, se classant 25e du 50 mètres nage libre et 23e du 100 mètres nage libre.